# Duc de Kent
Duc de Kent est un titre créé plusieurs fois dans la pairie de Grande-Bretagne et du Royaume-Uni, la dernière fois en faveur du quatrième fils du roi George V du Royaume-Uni.
Son détenteur actuel est le prince Edward, qui reçoit ce titre le jour de la mort de son père, le prince George, le 25 août 1942.

## Histoire
En 1710, Henry Grey, alors marquis de Kent, est le premier élevé au titre de duc de Kent. Il meurt en 1740 sans héritier mâle et le titre disparaît avec lui.
En 1799, le titre de duc de Kent et de Strathearn est créé par le roi George III pour son fils cadet Édouard-Auguste, qu'il sera le seul à porter.
Enfin en 1934, le titre de duc de Kent est rétabli en faveur du prince George, quatrième fils du roi George V. Il est porté aujourd'hui par son fils, Edward.

## Liste des ducs de Kent

### Première création (1710)
| No | Portrait    | Titulaire              | Dates     | Autres titres | Éléments biographiques |
| -- | ----------- | ---------------------- | --------- | ------------- | --- |
| 1  | Henry Grey. | Henry Grey (1671-1740) | 1710-1740 | —             | Fils aîné d'Anthony Grey, comte de Kent. Comte de Kent de 1702 à 1710. Il est fait duc en échange de l'abandon de sa fonction de lord-chambellan. |

### Duc de Kent et Strathearn (1799)
- 1799 – 1820 : Édouard-Auguste de Hanovre (1767 – 1820), gouverneur de Gibraltar, père de la reine Victoria.

### Deuxième création (1934)
| No | Portrait        | Titulaire                         | Dates       | Autres titres | Éléments biographiques                              |
| -- | --------------- | --------------------------------- | ----------- | ------------- | --------------------------------------------------- |
| 1  | George de Kent. | George du Royaume-Uni (1902-1942) | 1934-1942   | —             | Quatrième fils du roi George V et de la reine Mary. |
| 2  | George de Kent. | Edward de Kent (1935)             | Depuis 1942 | —             | Fils aîné du précédent et de la duchesse Marina.    |

## Titulaire actuel
L'actuel duc de Kent remplit certains devoirs à la fois civils et militaires envers la monarchie. Il a effectué de nombreuses visites d'État aux nations du Commonwealth, représentant la reine. Il est aussi grand maître des francs-maçons britanniques. Son frère puîné est le prince Michael de Kent.
Son fils aîné, George Windsor, comte de St. Andrews (né le 26 juin 1962), est l'héritier du titre. Le fils de ce dernier, Edward Windsor, baron Downpatrick (né le 2 décembre 1988), est l'héritier en second.

## Autres titres
Depuis la création de 1934, les titres subsidiaires de comte de St. Andrews et de baron Downpatrick sont liés à celui de duc de Kent. Le fils aîné du duc porte le titre de courtoisie de comte de St. Andrews et son héritier en ligne directe celui de baron Downpatrick.